# Energy for Sustainable Development
Energy for Sustainable Development ist eine begutachtete wissenschaftliche Fachzeitschrift, die zweimonatlich von Elsevier für die International Energy Initiative herausgegeben wird. Chefredakteur ist Subhes C. Bhattacharyya. Sie publiziert Originäre Forschungsarbeiten und Review-Artikel zu Energiethemen in Entwicklungsländern, zu Nachhaltiger Entwicklung und Energieressourcen sowie zu Energietechnologien, Energiepolitik und Wechselwirkungen dieser Themen.
Der Impact Factor lag im Jahr 2020 bei 5,223, der fünfjährige Impact Factor bei 4,845. Damit lag das Journal auf Rang 42 von insgesamt 114 in der Kategorie „Energie und Treibstoffe“ gelisteten wissenschaftlichen Zeitschriften und auf Rang 19 von 44 Zeitschriften in der Kategorie „grüne und nachhaltige Wissenschaft und Technologie“.